# 2. deild karla 1959
Die 2. deild karla 1959 war die fünfte Spielzeit der zweithöchsten isländischen Fußballliga.

## Modus
Acht Mannschaften spielten in drei Gruppen zu zwei bzw. vier Teams um die Zweitligameisterschaft. Dabei spielten die Teams innerhalb ihrer Gruppe jeweils einmal gegeneinander. Die beiden Gruppensieger spielten anschließend in einem Entscheidungsspiel den Aufsteiger in die 1. deild karla aus.

## Gruppe Nord
| Pl. | Verein        | Sp. | S | U | N | Tore    | Quote | Punkte |
| --- | ------------- | --- | - | - | - | ------- | ----- | ------ |
| 1.  | ÍBA Akureyri  | 1   | 1 | 0 | 0 | 003:200 | 1,50  | 02:0   |
| 2.  | ÍB Ísafjörður | 1   | 0 | 0 | 1 | 002:300 | 0,67  | 0:20   |

## Gruppe Süd

### Gruppe 1
| Pl. | Verein             | Sp. | S | U | N | Tore    | Quote | Punkte |
| --- | ------------------ | --- | - | - | - | ------- | ----- | ------ |
| 1.  | ÍBV Vestmannaeyja  | 1   | 1 | 0 | 0 | 006:200 | 3,00  | 02:0   |
| 2.  | Víkingur Reykjavík | 1   | 0 | 0 | 1 | 002:600 | 0,33  | 0:20   |

### Gruppe 2
| Pl. | Verein               | Sp. | S | U | N | Tore    | Quote | Punkte |
| --- | -------------------- | --- | - | - | - | ------- | ----- | ------ |
| 1.  | Reynir Sandgerði     | 3   | 2 | 1 | 0 | 020:700 | 2,86  | 05:10  |
| 2.  | ÍB Hafnarfjörður (A) | 3   | 2 | 1 | 0 | 020:300 | 6,67  | 05:10  |
| 3.  | UMF Afturelding      | 3   | 1 | 0 | 2 | 005:120 | 0,42  | 02:40  |
| 4.  | Skarphéðinn Selfoss  | 3   | 0 | 0 | 3 | 003:260 | 0,12  | 0:60   |

| (A) | Absteiger aus der 1. deild karla 1958 |

|                     | REY | ÍBH | UMF | SKA  |
| Reynir Sandgerði    |     | 2:2 | 6:3 | 12:2 |
| ÍB Hafnarfjörður    |     |     | 6:0 | 12:1 |
| UMF Afturelding     |     |     |     | 2:0  |
| Skarphéðinn Selfoss |     |     |     |      |

## Play-offs

### Platz 1
|                  | Ergebnis |                  |
| ---------------- | -------- | ---------------- |
| Reynir Sandgerði | 2:1      | ÍB Hafnarfjörður |

### Gruppe Süd
|                   | Ergebnis |                  |
| ----------------- | -------- | ---------------- |
| ÍBV Vestmannaeyja | 3:0      | Reynir Sandgerði |

### Aufstieg
|              | Ergebnis |                   |
| ------------ | -------- | ----------------- |
| ÍBA Akureyri | 6:2      | ÍBV Vestmannaeyja |